# 章文晋
章文晋（1914年7月13日—1991年2月18日），曾用名章宏道、章振弗，男，原籍浙江三门，生于北京，中华人民共和国外交官，曾于1983年3月至1985年4月出任中国驻美国大使。

## 生平
章文晋祖父章一山，父亲章以吴（周恩来天津南开中学同学），母亲朱淇筠（前北洋政府交通总长朱启钤之女）。章文晋少年时代1927年赴德国留学；1931年回国参加抗日；1935年考入清华大学机械系；1943年获清华大学工学士学位。1949年任天津市人民政府外事处处长；1954年进入外交部；1966年8月至1967年2月任中国驻巴基斯坦大使；1971年1月至1972年5月任欧美司司长；参与了中美关系正常化过程的工作。1973年9月至1976年12月任中国驻加拿大大使。1978年1月至1982年10月任中国外交部副部长。1983年3月至1985年4月任中国驻美国大使。
1986年起，章文晋从事民间外交工作，任中國人民對外友好協會會長。1988年4月當選為第七屆全國人大常委會委員、全國人大外事委員會副主任委員。

## 家庭
其子章知方为中国证券市场设计研究中心（又称“联办”）副主任，为《财经》杂志的出品人之一。